# Jacobus Scheltema (jurist)
Jacobus Scheltema (Franeker, 14 maart 1767 - Utrecht, 25 oktober 1835) was een van oorsprong Fries jurist, publicist, amateurhistoricus en politicus.

## Biografie
Scheltema werd geboren als zoon van Cornelis Scheltema en Hiltje Altena. Hij promoveerde aan de universiteit van Franeker in 1786, en trad op 23 oktober 1789 in Franeker in het huwelijk met Pietje Ennema. Op 17 augustus 1795 werd hij namens Friesland benoemd als lid van het Comité te Lande van de Bataafse Republiek welke functie hij tot 31 augustus 1797 zou bekleden. In de Nationale Vergadering was hij voorspreker van het standpunt van de "oude constitutie", waarin het feodalisme der gewesten leidraad bleef.
Na de staatsgreep van 22 januari 1798 werd Scheltema gearresteerd en tot 14 juli 1798 gevangen gezet op het Huis Ten Bosch. Na 1800 sloot Scheltema zich aan bij remonstrantse theologen, waaronder Jan Konijnenburg, die volkssoevereiniteit predikten. Na 1806 ontwikkelde hij belangstelling voor het Fries volksnationalisme.
In zijn nadagen was Scheltema griffier van het Hooggerechtshof van Financiën en Zeezaken, van 13 januari 1814 tot 1820, en vervolgens griffier van het Hoog Militair Gerechtshof, van 1820 tot zijn dood op 25 oktober 1835.

## Publicaties
Alle gepubliceerd in het tijdschrift Vaderlandsche letteroefeningen, tenzij anders vermeld.
- ‘Overzicht van de staatkundige geschiedenis der agttiende eeuw. Door Jacobus Scheltema.’ (1801)
- ‘Overzicht van de letterkundige geschiedenis der agttiende eeuw. Door Jacobus Scheltema.’ (1801)
- ‘Iets over een grafkelder te Wieuwert, en over het lyk van Anna Maria van Schurman.’ (1804)
- ‘Brief van mr. J. Scheltema, over hetgene hij aangaande Anna en Maria Tesselschade, de dochters van Roemer Visscher, heeft kunnen vinden, en wat hem nog ontbreekt.’ (1808)
- ‘Mengelwerk, tot fraaije letteren, kunsten en wetenschappen, betrekkelijk.’, ‘Hulde aan de teekenkunst voor de vaderlandsche geschiedenis.’ (1809)
- ‘Aan den Recensent van stolker's Bijlagen tot de Geschiedenis der Christelijke Kerk in de XVIIIde Eeuwe, door A. Ypey, in de Bibliotheek der Theologische Letterkunde, 1810. No. V.’ (1810)
- ‘Brief aan den redacteur van het Tijdschrift van Kunsten en Wetenschappen.’ (1812)
- ‘Over het lied: Wilhelmus van Nassouwen. Door Mr. Jacobus Scheltema, Lid van het Hollandsch Instituut, en Secretaris van deszelfs tweede Klasse; Lid van verscheidene Maatschappijen van Wetenschap.’ (1814)
- Peter de Groote, Keizer van Rusland, in Holland en te Zaandam in 1697 en 1717. 1814, Uitg. H. Gartman, Amsterdam.
- ‘Verhaal van een reisje langs de slagvelden van Belle Alliance, Quatre-Bras en Ligny, van den 15 tot 20 september 1815. In vier brieven.’ (1815)
- ‘Berigt, aangaande het moedig gedrag van vier hoogleeraren, aan de militaire school te La Fleche, tegen Napoleon, in 1815.’ (1817)
- Rusland en de Nederlanden beschouwd in derzelver wederkeerige betrekkingen. 1818, Wed. H. Gartman, Amsterdam.
- ‘Letterkundig verzoek van mr. Jacobus Scheltema.’ (1824)
- ‘Iets, over de boetseerkunst, in was, van den heer Petrus Koning, te Utrecht.’ (1825)
- ‘Iets, over den schoenlapper, die de lijken van C. en J. de Witt van het groene zoodje hielp afnemen en thuisbrengen.’ (1828)